# Lahstedt
Lahstedt este o comună din landul Saxonia Inferioară, Germania.